# Гірняк полонинець
Гірняк полонинець (Erebia medusa) — вид денних метеликів родини сонцевиків (Nymphalidae).

## Поширення
Вид поширений у Європі, Західній і Середній Азії від Франції до Монголії. В Україні трапляється на заході країни, переважно у Карпатах та Прикарпатті.

## Опис
Довжина переднього крила 18-24 мм. Крила самця зверху темно-коричневого кольору, одноманітно забарвлені, мають візерунок з чорних вічок з білою цяткою посередині, укладених в червоно-коричневі кільця. Два вічка біля вершини переднього крила, більші за інших і мають загальну червоно-коричневу облямівку. Заднє крило має 3-4 вічкастих плями. Знизу забарвлення крил і малюнок такі ж. Бахрома крил темно-коричнева, одноколірна. Забарвлення і візерунок на крилах самиці аналогічні самцю, однак облямівка вічок у неї ширша, світліша, з жовтуватим відтінком.

## Спосіб життя
Метелики літають з початку червня до середини липня. Вони трапляться на луках, степових ділянках, лісових галявинах. Самиці відкладають яйця по одному або невеликими групами на листя і стебла злаків або осокових. Гусениці з'являються приблизно через 2 тижні і відразу починають годуватися. Активні переважно вночі. Зимують гусениці в підстилці або між стебел кормових трав. Заляльковуються на землі.